# Saison 1 d'Empire
Chronologie
Saison 2
Cet article présente le guide des épisodes de la première saison de la série télévisée américaine Empire.

## Généralités
- Aux États-Unis, la saison a été diffusée du 7 janvier 2015 au 18 mars 2015 sur le réseau FOX.
- Au Canada, elle a été diffusée en simultanée sur le réseau Omni Television.
- En France, elle a été diffusée du 17 novembre 2015 au 15 décembre 2015 sur W9 puis rediffusée du 25 octobre 2016 au 23 décembre 2016 sur M6.

## Distribution

### Acteurs principaux
- Terrence Howard (VF : Serge Faliu) : Lucious Lyon
- Bryshere Y. Gray (VF : Jhos Lican) : Hakeem Lyon
- Jussie Smollett (VF : Benjamin Pascal) : Jamal Lyon
- Trai Byers (VF : Namakan Koné) : Andre Lyon
- Grace Gealey (VF : Geneviève Doang) : Anika Calhoun
- Malik Yoba (VF : Jean-Paul Pitolin) : Vernon Turner
- Kaitlin Doubleday (VF : Anne-Charlotte Piau) : Rhonda Lyon
- Taraji P. Henson (VF : Annie Milon) : Cookie Lyon

### Acteurs récurrents
- Gabourey Sidibe (VF : Fily Keita) : Becky Williams
- Rafael de La Fuente (VF : Benoît DuPac) : Michael Sanchez
- Antoine McKay (en) (VF : Frank Sportis) : Marcus « Bunkie » Williams, cousin de Cookie
- Tasha Smith (en) (VF : Jacky Tavernier) : Carol Hardaway, sœur de Cookie
- Serayah McNeill (VF : Jennifer Fauveau) : Tiana Brown
- Nealla Gordon (en) (VF : Catherine Artigala) : Agent Judy Harlow Carter
- Ta'Rhonda Jones (VF : Laura Zichy) : Porsha Taylor
- Naomi Campbell (VF : Brigitte Berges) : Camilla Marks[2]
- Judd Nelson (VF : Vincent Violette) : Billy Beretti

### Invités
Dans leur propre rôle :
- Anthony Hamilton (épisode 5)
- Gladys Knight (épisode 3)
- Sway Calloway (épisode 6)
- Snoop Dogg (épisode 11)
- Patti Labelle (épisode 12)
- Rita Ora (épisode 11)
- Juicy J (épisode 12)

Avec d'autres rôles :
- Cuba Gooding, Jr. (VF : Nessym Guétat) : Dwayne « Puma » Robinson (épisode 3)
- Courtney Love (VF : Odile Schmitt) : Elle Dallas (épisodes 6 et 7)
- Raven Symoné (VF : Barbara Tissier) : Olivia (épisodes 6 et 10)
- M. Emmet Walsh : Harold Blakeley (épisode 8)
- Estelle : Delphine (épisode 9)
- Jennifer Hudson (VF : Virginie Kartner) : Michelle White (saison 1, épisode 10)
- Mary J. Blige : Angie (épisode 10)

## Épisodes

### Épisode 1:Le Roi Lyon
- États-Unis /  Canada : 7 janvier 2015 sur FOX[3] / Omni Television[4]
- France :
  - 2 septembre 2015 sur Outre-Mer 1re[5]
  - 17 novembre 2015 sur W9[6]
  - 2021 sur Disney+
- Québec : 9 avril 2016 sur ARTV[7]
- Belgique : 16 décembre 2018 sur Plug RTL
- Espagne : 2 juillet 2021 sur Disney+

- États-Unis : 9,90 millions de téléspectateurs[8] (première diffusion)
- France : 564 000 téléspectateurs[9] (première diffusion)

- Gabourey Sidibe (Becky Williams)
- Antoine McKay (Bunkie)
- Veronika Bozeman (en) (Veronica)

- What Is Love  (Veronika)
- Live In the Moment (Jamal Lyon et Hakeem Lyon)
- Good Enough (Jamal Lyon)
- Right There (Hakeem Lyon)
- Armani (Hakeem Lyon)

### Épisode 2:De l'or dans la voix
- États-Unis /  Canada : 14 janvier 2015 sur FOX / Omni Television
- France :
  - 2 septembre 2015 sur Outre-Mer 1re
  - 17 novembre 2015 sur W9
  - 2021 sur Disney+
- Québec : 16 avril 2016 sur ARTV
- Belgique : 23 décembre 2018 sur Plug RTL

- États-Unis : 10,32 millions de téléspectateurs[10] (première diffusion)
- France : 583 000 téléspectateurs[9] (première diffusion)

- Gabourey Sidibe (Becky Williams)

- What The DJ Spins (Lucious Lyon)
- Adios (Tiana Brown)
- Tell the Truth (Jamal Lyon)
- No Apologies (Jamal Lyon et Hakeem Lyon)

### Épisode 3:L'Âme du diable
- États-Unis /  Canada : 21 janvier 2015 sur FOX / Omni Television
- France :
  - 9 septembre 2015 sur Outre-Mer 1re
  - 17 novembre 2015 sur W9
  - 2021 sur Disney+
- Québec : 23 avril 2016 sur ARTV
- Belgique : 30 décembre 2018 sur Plug RTL

- États-Unis : 11,07 millions de téléspectateurs[11] (première diffusion)
- France : 490 000 téléspectateurs[9] (première diffusion)

- Naomi Campbell (Camilla Marks)
- Cuba Gooding, Jr. (Dwayne « Puma » Robinson)
- Gabourey Sidibe (Becky Williams)
- Carol Hardaway (Tasha Hardaway)
- Ta'Rhonda Jones (Porsha)
- Serayah McNeill (Tiana Brown)

- Up All Night  (Jamal Lyon)
- Bad Girl  (Tiana Brown et Veronika)

### Épisode 4: Takeem
- États-Unis /  Canada : 28 janvier 2015 sur FOX / Omni Television et Citytv[12]
- France :
  - 9 septembre 2015 sur Outre-Mer 1re
  - 24 novembre 2015 sur W9
  - 2021 sur Disney+
- Québec : 30 avril 2016 sur ARTV
- Belgique : 6 janvier 2019 sur Plug RTL

- États-Unis : 11,36 millions de téléspectateurs[13] (première diffusion)
- France : 439 000 téléspectateurs[14] (première diffusion)

- Naomi Campbell (Camilla Marks)
- Gabourey Sidibe (Becky Williams)
- Ta'Rhonda Jones (Porsha)
- Serayah McNeill (Tiana Brown)

- Hustle Hard  (Titan)
- Keep It Movin' (Tiana Brown et Hakeem Lyon)

### Épisode 5:Boogie Down
- États-Unis /  Canada : 4 février 2015 sur FOX / Omni Television
- France :
  - 16 septembre 2015 sur Outre-Mer 1re
  - 24 novembre 2015 sur W9
  - 2021 sur Disney+
- Québec : 7 mai 2016 sur ARTV
- Belgique : 13 janvier 2019 sur Plug RTL

- États-Unis : 11,47 millions de téléspectateurs[15] (première diffusion)
- France : 455 000 téléspectateurs[14] (première diffusion)

- Anthony Hamilton (lui-même)
- Tasha Smith (Carol Hardaway)
- Ta'Rhonda Jones (Porsha)
- Serayah McNeill (Tiana Brown)
- Nealla Gordon (Agent Harlow Carter)

- The Point of It All (Anthony Hamilton)
- Drip Drop (Tiana Brown et Hakeem Lyon)
- Keep Your Money (Jamal Lyon)

### Épisode 6:Monte le son
- États-Unis /  Canada : 11 février 2015 sur FOX / Omni Television
- France :
  - 16 septembre 2015 sur Outre-Mer 1re
  - 24 novembre 2015 sur W9
  - 2021 sur Disney+
- Québec : 14 mai 2016 sur ARTV
- Belgique : 20 janvier 2019 sur Plug RTL

- États-Unis : 11,96 millions de téléspectateurs[16] (première diffusion)
- France : 451 000 téléspectateurs[14] (première diffusion)

- Courtney Love (Elle Dallas)
- Raven Symone (Olivia)
- Ta'Rhonda Jones (Porsha)
- Serayah McNeill (Tiana Brown)
- Leah Jefferies (Lola Lyon)

- Take Me To the River (Elle Dallas)
- Can't Truss 'Em (Hakeem Lyon)
- I Wanna Love You (Jamal Lyon)

### Épisode 7:Le Discours d'une reine
- États-Unis /  Canada : 18 février 2015 sur FOX / Omni Television
- France :
  - 23 septembre 2015 sur Outre-Mer 1re
  - 1er décembre 2015 sur W9
  - 2021 sur Disney+
- Québec : 21 mai 2016 sur ARTV
- Belgique : 20 janvier 2019 sur Plug RTL

- États-Unis : 13,02 millions de téléspectateurs[17] (première diffusion)
- France : 496 000 téléspectateurs[18] (première diffusion)

- Courtney Love (Elle Dallas)
- Naomi Campbell (Camilla Marks)
- Gabourey Sidibe (Becky Williams)
- Ta'Rhonda Jones (Porsha)
- Serayah McNeill (Tiana Brown)

- Walk Out On Me (Elle Dallas)
- Money For Nothing (Jamal Lyon et Hakeem Lyon)
- Live In The Moment - 107 Edit (Jamal Lyon et Hakeem Lyon)
- You're So Beautiful 90s Version (Lucious Lyon)

### Épisode 8:La Soirée blanche
- États-Unis /  Canada : 25 février 2015 sur FOX / Omni Television
- France :
  - 23 septembre 2015 sur Outre-Mer 1re
  - 1er décembre 2015 sur W9
  - 2021 sur Disney+
- Québec : 28 mai 2016 sur ARTV
- Belgique : 27 janvier 2019 sur Plug RTL

- États-Unis : 13,90 millions de téléspectateurs[19] (première diffusion)
- France : 497 000 téléspectateurs[18] (première diffusion)

- Naomi Campbell (Camilla Marks)
- Gabourey Sidibe (Becky Williams)
- Ta'Rhonda Jones (Porsha)

- You're So Beautiful 90s Version (Lucious Lyon)
- You're So Beautiful (White Party Version) (Jamal Lyon)
- You're So Beautiful (Jamal and Hakeem Version) (Jamal Lyon et Hakeem Lyon)
- Jay Jazz Plus One (Instrumental)

### Épisode 9:Les Conquérants
- États-Unis /  Canada : 4 mars 2015 sur FOX / Omni Television
- France :
  - 30 septembre 2015 sur Outre-Mer 1re
  - 8 décembre 2015 sur W9
  - 2021 sur Disney+
- Québec : 4 juin 2016 sur ARTV
- Belgique : 27 janvier 2019 sur Plug RTL

- États-Unis : 14,33 millions de téléspectateurs[20] (première diffusion)
- France : 553 000 téléspectateurs[21] (première diffusion)

- Estelle (Delphine)
- Eka Darville (Ryan)
- Derek Luke (Malcolm)

- You're So Beautiful 90s Version (Lucious Lyon)
- All of the Above (Jamal Lyon)
- Black & Blue (Veronica)
- Conqueror (Jamal Lyon et Delphine)
- Lean On Me (Jamal Lyon et Hackeem Lyon)

### Épisode 10:Pour Lola
- États-Unis /  Canada : 11 mars 2015 sur FOX / Omni Television
- France :
  - 30 septembre 2015 sur Outre-Mer 1re
  - 8 décembre 2015 sur W9
  - 2021 sur Disney+
- Québec : 11 juin 2016 sur ARTV
- Belgique : 3 février 2019 sur Plug RTL

- États-Unis : 14,90 millions de téléspectateurs[22] (première diffusion)
- France : 523 000 téléspectateurs[21] (première diffusion)

- Naomi Campbell (Camilla Marks)
- Jennifer Hudson (Michelle White)
- Eka Darville (Ryan)
- Raven Symone (Olivia)
- Mary J Blige (Angie)
- Derek Luke (Malcolm)

### Épisode 11:On ne meurt qu'une fois
- États-Unis /  Canada : 18 mars 2015 sur FOX[23] / Omni Television et Citytv
- France :
  - 7 octobre 2015 sur Outre-Mer 1re
  - 15 décembre 2015 sur W9
  - 2021 sur Disney+
- Québec : 18 juin 2016 sur ARTV
- Belgique : 3 février 2019 sur Plug RTL

- États-Unis : 15,82 millions de téléspectateurs [24] (première diffusion)
- France : 504 000 téléspectateurs[25] (première diffusion)

- Snoop Dogg (lui-même)
- Jennifer Hudson (Michelle White)
- Tasha Smith (Carol Hardaway)
- Antoine McKay (Bunkie)
- Eka Darville (Ryan)

- Nothing To Lose (Lucious Lyon et Jamal Lyon)
- Peaches and Cream (Snoop Dogg)
- Tell Em Hakeem (Hakeem Lyon et Snoop Dogg)
- For My God (Michelle White)

### Épisode 12:Héritage
- États-Unis /  Canada : 18 mars 2015 sur FOX[23] / Omni Television et Citytv
- France :
  - 7 octobre 2015 sur Outre-Mer 1re
  - 15 décembre 2015 sur W9
  - 2021 sur Disney+
- Québec : 25 juin 2016 sur ARTV
- Belgique : 3 février 2019 sur Plug RTL

- États-Unis : 17,62 millions de téléspectateurs[24] (première diffusion)
- France : 520 000 téléspectateurs[25] (première diffusion)

- Rita Ora (elle-même)
- Patti Labelle (elle-même)
- Juicy J (lui-même)
- Jennifer Hudson (Michelle White)

## Audiences aux États-Unis
| N° d'épisode | Titre original             | Titre français          | Chaîne | Date de diffusion originale | Audience (en millions de téléspectateurs) | Taux sur les 18-49 ans |
| ------------ | -------------------------- | ----------------------- | ------ | --------------------------- | ----------------------------------------- | ---------------------- |
| 1            | Pilot                      | Le Roi Lyon             | FOX    | 7 janvier 2015              | 9.90                                      | 3.8                    |
| 2            | Outspoken King             | De l'or dans la voix    | FOX    | 14 janvier 2015             | 10.32                                     | 4.0                    |
| 3            | The Devil Quotes Scripture | L'âme du diable         | FOX    | 21 janvier 2015             | 11.07                                     | 4.4                    |
| 4            | False Imposition           | Takeem                  | FOX    | 28 janvier 2015             | 11.36                                     | 4.3                    |
| 5            | Dangerous Bonds            | Boogie Down             | FOX    | 4 février 2015              | 11.47                                     | 4.6                    |
| 6            | Out, Damned Spot           | Monte le son            | FOX    | 11 février 2015             | 11.96                                     | 4.8                    |
| 7            | Our Dancing Days           | Le discours d'une reine | FOX    | 18 février 2015             | 13.02                                     | 5.2                    |
| 8            | The Lyon's Roar            | La soirée blanche       | FOX    | 25 février 2015             | 13.90                                     | 5.4                    |
| 9            | Unto The Breach            | Les conquérants         | FOX    | 4 mars 2015                 | 14.33                                     | 5.8                    |
| 10           | Sins of the Father         | Pour Lola               | FOX    | 11 mars 2015                | 14.90                                     | 5.8                    |
| 11           | Die But Once               | On ne meurt qu'une fois | FOX    | 18 mars 2015                | 15.82                                     | 6.1                    |
| 12           | Who I Am                   | Héritage                | FOX    | 18 mars 2015                | 17.62                                     | 6.9                    |